# Physocephala inhabilis
Physocephala inhabilis är en tvåvingeart som först beskrevs av Walker 1849.  Physocephala inhabilis ingår i släktet Physocephala och familjen stekelflugor. Inga underarter finns listade i Catalogue of Life.